# Škofija Chicoutimi
Škofija Chicoutimi je rimskokatoliška škofija s sedežem v Chicoutimiju (Quebec, Kanada).

## Geografija
Škofija zajame področje 90.850 km² s 262.317 prebivalci, od katerih je 258.692 rimokatoličanov (98,6 % vsega prebivalstva).
Škofija se nadalje deli na 85 župnij.

## Škofje
- Dominique Racine (28. maj 1878-28. januar 1888)
- Louis Nazaire Bégin (1. oktober 1888-22. marec 1892)
- Michel-Thomas Labrecque (8. april 1892-11. november 1927)
- Charles-Antonelli Lamarche (17. avgust 1928-22. januar 1940)
- Georges-Arthur Melançon (24. maj 1940-11. februar 1961)
- Marius Paré (18. februar 1961-5. april 1979)
- Jean-Guy Couture (5. april 1979-19. junij 2004)
- André Rivest (19. junij 2004-danes)